# Yahya Nadrani
Yahya Nadrani (Saint-Étienne, 14 januari 1997) is een Marokkaans-Frans voetballer die sinds 2018 uitkomt voor RFC Seraing.

## Carrière

### AS Saint-Étienne
Nadrani werd geboren in Saint-Étienne. Hij ruilde in 2007 de jeugdopleiding van US Metare Saint-Étienne voor die van AS Saint-Étienne. In 2015 kreeg hij er een tweejarig profcontract als stagiair. Nadrani speelde bij Saint-Étienne voor het B-elftal in de CFA en CFA2, maar speelde nooit een officiële wedstrijd in het eerste elftal.

### RFC Seraing
Toen zijn contract bij Saint-Étienne afliep, testte hij onder andere in Zwitserland, Luxemburg en Italië, maar het was de Belgische derdeklasser RFC Seraing die de verdediger in december 2018 vastlegde. In zijn eerste halve seizoen speelde Nadrani twaalf wedstrijden in Eerste klasse amateurs. In het seizoen 2019/20 kwam hij door verschillende blessures – waaronder aan de tibia, de dij en de kuit – slechts twee minuten in actie.
Nadrani, die niet zeker was dat er voor hem nog een profcarrière was weggelegd na zijn lange blessureleed, startte in 2020 universitaire studies Biologie aan de Universiteit van Luik. De verdediger kreeg van de club echter een nieuw contract en maakte in Eerste klasse B opnieuw deel uit van het elftal. In het seizoen 2020/21 startte hij in 19 van de 28 competitiewedstrijden, alsook in de twee testwedstrijden tegen Waasland-Beveren die de club promotie naar de Jupiler Pro League opleverden. Ook daar bleef hij een vaste waarde: midden november was hij de Seraing-speler met de meeste geslaagde tackles (25), balrecuperaties (365) en intercepties (40).

## Clubstatistieken
| Seizoen         | Club            | Land            | Competitie             | Competitie | Competitie | Beker | Beker | Supercup | Supercup | Europees | Europees | Totaal | Totaal |
| Seizoen         | Club            | Land            | Competitie             | Wed.       | Dlp.       | Wed.  | Dlp.  | Wed.     | Dlp.     | Wed.     | Dlp.     | Wed.   | Dlp.   |
| --------------- | --------------- | --------------- | ---------------------- | ---------- | ---------- | ----- | ----- | -------- | -------- | -------- | -------- | ------ | ------ |
| 2018/19         | RFC Seraing     | Vlag van België | Eerste klasse amateurs | 12         | 0          | 0     | 0     | —        | —        | —        | —        | 12     | 0      |
| 2019/20         | RFC Seraing     | Vlag van België | Eerste klasse amateurs | 1          | 0          | 0     | 0     | —        | —        | —        | —        | 1      | 0      |
| 2020/21         | RFC Seraing     | Vlag van België | Eerste klasse B        | 21         | 0          | 1     | 0     | —        | —        | —        | —        | 22     | 0      |
| 2021/22         | RFC Seraing     | Vlag van België | Eerste klasse A        | 17         | 0          | 1     | 0     | —        | —        | —        | —        | 18     | 0      |
| Carrière totaal | Carrière totaal | Carrière totaal | Carrière totaal        | 51         | 0          | 2     | 0     | 0        | 0        | 0        | 0        | 53     | 0      |

Bijgewerkt op 6 december 2021.